# ボーイズタウン (パッタヤー)
ボーイズタウン (Boyz Town) は、タイ王国パッタヤーのゲイ・タウン。ソイ13/4とサウス・ストリートの間にある、ソイ3に位置している。

## 歴史
ボーイズタウンは、1980年代にパッタヤーで最初のゲイの交流の場として設けられた。程なくしてここは、旅行者や地元住民を問わず、数多くのゲイたちが集まる、人気の高いナイトライフの場となり、ホテル、パブ、レストラン、キャバレー・ショー・バー、ゴーゴーバーなど、様々な店などが集まった。1990年代から2009年にかけて、この地域はもっぱらゲイたちが頻繁に集まる場所であった。しかし、2010年に大きな変化が生じた。パッタヤー南部の中心市街地に位置する当地の立地が注目され、ゲイではない旅行者たちから滞在先として選ばれるようになっていったのである。

## チャリティ活動
ボーイズタウンでは、その数十年に及ぶ歴史の中で、事業主たちは「パッタヤー・ゲイ・フェスティバル (Pattaya Gay Festival)」と称し、2010年以降は「パッタヤー・プライド (Pattaya Pride)」と改称した財団を通して、活発なチャリティ活動を展開してきた。集められた資金は、HIVやAIDSに関わるプロジェクトにも提供されている。

## 関連文献
- Burchall, Michael. Boyztown 1982-2008: My Life, and the History of Cockpit Bar, Le Bistro restaurant, and the Story of Boyztown, Pattaya, Thailand.